# Tylochromis
Tylochromis és un gènere de peixos de la família dels cíclids i de l'ordre dels perciformes.

## Distribució geogràfica
És endèmic d'Àfrica.

## Taxonomia
- Tylochromis aristoma (Stiassny, 1989)
- Tylochromis bangwelensis (Regan, 1920)
- Tylochromis elongatus (Stiassny, 1989)
- Tylochromis intermedius (Boulenger, 1916)
- Tylochromis jentinki (Steindachner, 1894)
- Tylochromis labrodon (Regan, 1920)
- Tylochromis lateralis (Boulenger, 1898)
- Tylochromis leonensis (Stiassny, 1989)
- Tylochromis microdon (Regan, 1920)
- Tylochromis mylodon (Regan, 1920)
- Tylochromis polylepis (Boulenger, 1900)
- Tylochromis praecox (Stiassny, 1989)
- Tylochromis pulcher (Stiassny, 1989)
- Tylochromis regani (Stiassny, 1989)
- Tylochromis robertsi (Stiassny, 1989)
- Tylochromis sudanensis (Daget, 1954)
- Tylochromis trewavasae (Stiassny, 1989)
- Tylochromis variabilis (Stiassny, 1989)[3][4]